# Cyrtodactylus darmandvillei
Cyrtodactylus darmandvillei este o specie de șopârle din genul Cyrtodactylus, familia Gekkonidae, ordinul Squamata, descrisă de Weber 1890. Conform Catalogue of Life specia Cyrtodactylus darmandvillei nu are subspecii cunoscute.